# Campigneulles-les-Petites
Campigneulles-les-Petites ist eine französische Gemeinde im Département Pas-de-Calais in der Region Hauts-de-France (vor 2016 Nord-Pas-de-Calais). Sie gehört zum Kanton Berck im Arrondissement Montreuil.

## Lage
Die Gemeinsw Campugneulles-les-Petites liegt drei Kilometer südwestlich von Montreuil-sur-Mer und elf Kilometer östlich der Ärmelkanalküste. Nachbargemeinden von Campigneulles-les-Petites sind La Madelaine-sous-Montreuil und Montreuil-sur-Mer im Nordosten, Écuires im Osten, Wailly-Beaucamp im Süden, Campigneulles-les-Grandes im Südwesten sowie Sorrus im Nordwesten. In Campigneulles-les-Petites endet die autobahnartig ausgebaute Schnellstraße D 939 aus Arras.

## Bevölkerungsentwicklung
| Jahr                       | 1962 | 1968 | 1975 | 1982 | 1990 | 1999 | 2011 | 2022 |
| -------------------------- | ---- | ---- | ---- | ---- | ---- | ---- | ---- | ---- |
| Einwohner                  | 185  | 200  | 266  | 539  | 515  | 517  | 500  | 529  |
| Quellen: Cassini und INSEE |      |      |      |      |      |      |      |      |

## Sehenswürdigkeiten

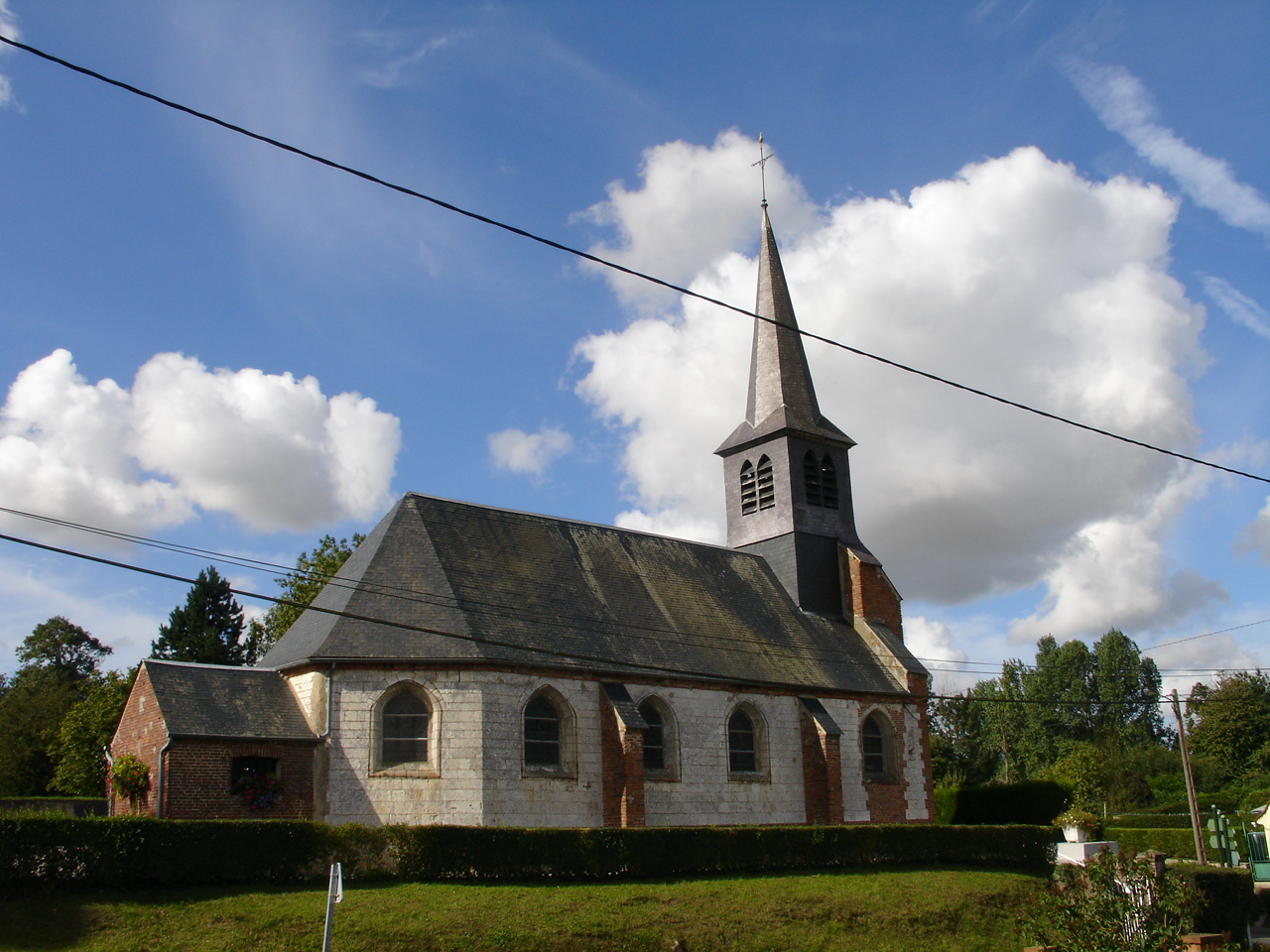
Kirche Saints-Crépin-et-Crépinien
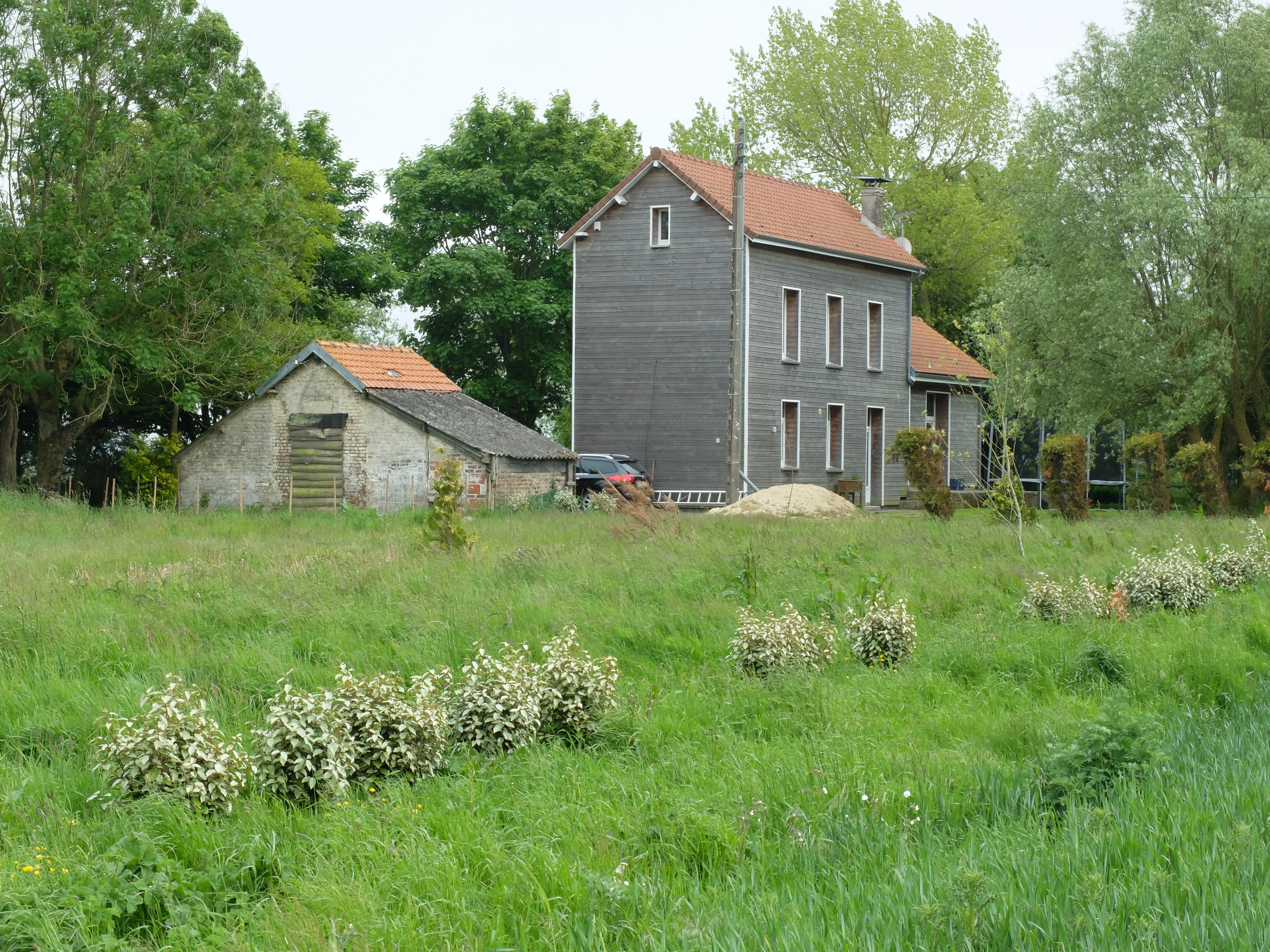
Ehemaliger Bahnhof
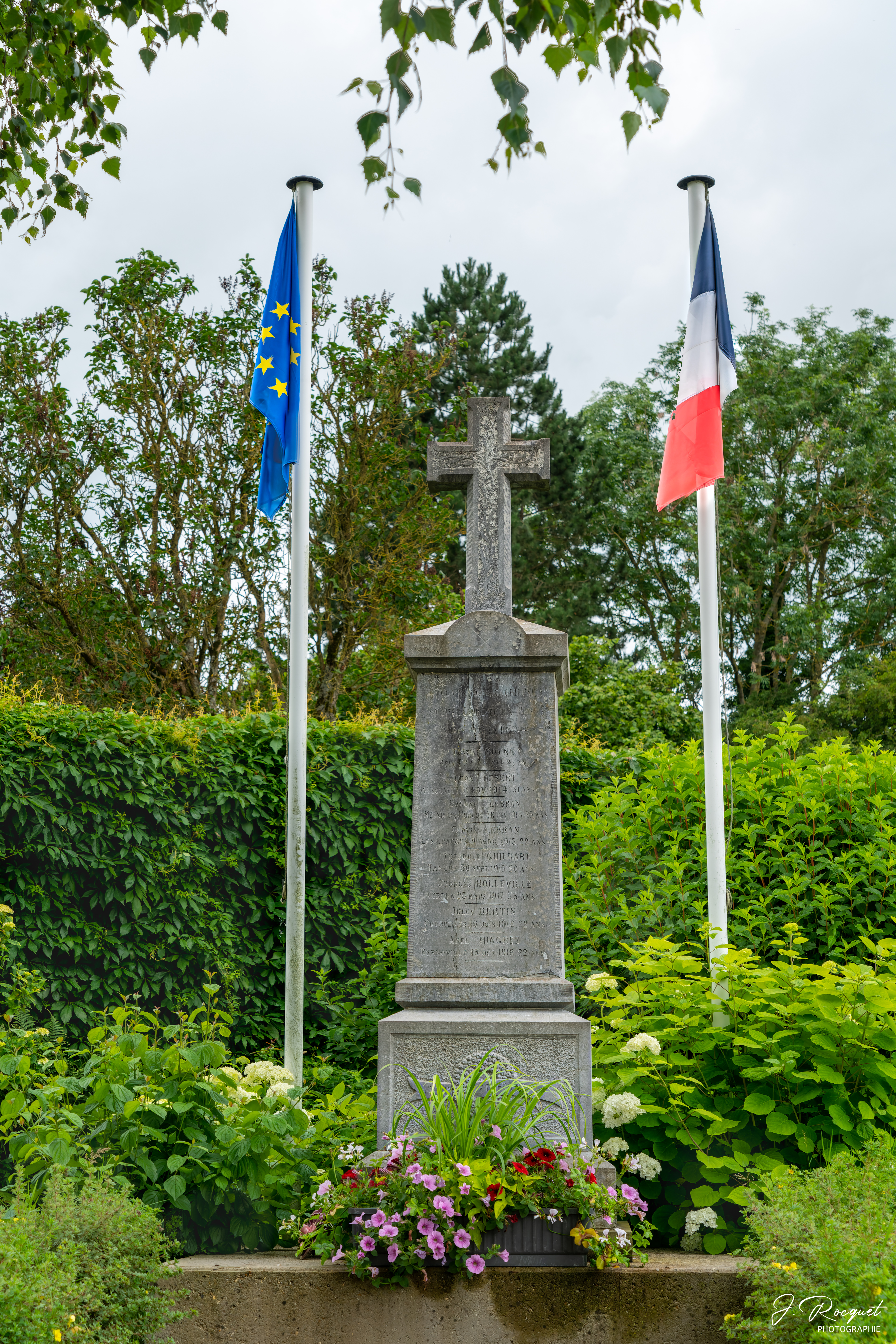
Gefallenendenkmal

- Wasserturm

- Kirche Saints-Crépin-et-Crépinien
- Ehemaliger Bahnhof
- Gefallenendenkmal